# Theobroma
```

```

Theobroma је род скривеносеменица мањег и средње високог дрвећа из породице слезова (Malvaceae). У прошлости се овај род сврставао у породицу Sterculioideae.
Род чини око 20 врста дрвећа пореклом из тропских шума Средње и Јужне Америке. Име рода изведено је од грчких речи θεός (бо) и βρῶμα (храна), у дословном значењу „храна богова”.
Најпознатије, и економски најраширеније врсте из овог рода су какаовац (Theobroma cacao) из којег се добија какао, главни састојак за добијање чоколаде, те купуасу (Theobroma grandiflorum) и мокамбо (Theobroma bicolor). 
Активни алкалоид из какаоа теобромин добио је име управо по овом роду. Научну систематизацију рода урадио је Карл фон Лине 1753. године.

## Изабране врсте
Према подацима са електронске енциклопедије The Plant List, род Theobroma чине 22 врсте:
- Pittier
- − мокамбо
- − какаовац
- Cuatrec.
- Huber
- Cuatrec.
- − купуасу
- Cuatrec.
- Mart.
- Cuatrec.
- Cuatrec.
- Mart.
- Benoist